# Neolecanium cornuparvum
Neolecanium cornuparvum är en insektsart som först beskrevs av Thro 1903.  Neolecanium cornuparvum ingår i släktet Neolecanium och familjen skålsköldlöss. Inga underarter finns listade i Catalogue of Life.